# Poder em Foco
Poder em Foco foi um programa de entrevistas inicialmente apresentado pela jornalista Débora Bergamasco, exibido nas noites de domingo substituindo a faixa de reprises Quem Não Viu, Vai Ver. Ficou no ar entre os dias 6 de maio a 30 de dezembro de 2018 sendo cancelado devido aos baixos índices de audiência. Retornou a grade em 06 de outubro de 2019, fazendo com que a faixa de séries criminais O Crime Não Compensa seja transferida para às 01h e agora apresentado por Fernando Rodrigues até o dia 25 de outubro de 2020, quando a partir de 1.° de novembro de 2020, passou a ser comandado por Roseann Kennedy após o fim da parceria entre o SBT e o portal Poder360. O programa deixou novamente a grade com a sua última edição exibida em 30 de maio de 2021, devido a sua baixa audiência e repercussão.

## Antecedentes
Em 6 de junho de 2010 o SBT estreou o de De Frente com Gabi apresentado pela atriz e apresentadora Marília Gabriela. O programa era um talk show com convidados retratando vários temas, da fama até a política. O programa ficou no ar até o dia 22 de fevereiro de 2015 devido ao rompimento do contrato com a apresentadora titular, com isso a faixa do programa foi substituída pelo Conexão Repórter apresentado por Roberto Cabrini. O investigativo permaneceu na faixa da meia noite de domingo até o dia 7 de janeiro de 2018 quando foi transferido para a faixa de segunda feira às 23h30 devido aos excelentes índices da reprise da entrevista com Ratinho no dia 8 de janeiro do mesmo ano, além de ser um pedido pessoal do apresentador titular.
No dia 14 de janeiro para substituir o programa investigativo, foi escalado o Quem Não Viu, Vai Ver com reprises de programas antigos do SBT. Em 20 de abril, é anunciada a contratação da jornalista Débora Bergamasco. Débora irá apresentar um programa de entrevistas semanal, que além de receber o convidado principal, terá também três entrevistadores a cada edição. Esse foi o segundo programa de entrevistas a ser exibido nas madrugadas da emissora, além de ser totalmente voltado a política.

## O Programa
A cada domingo, eram entrevistados personalidades políticas tratando assuntos de interesse público como política, economia, segurança pública e outros. Além da apresentadora Débora Bergamasco, também participavam jornalistas de diversos portais de notícias populares do Brasil, como o Poder360, Folha de S.Paulo, O Estado de S. Paulo além do próprio SBT, muitas vezes representado pelo jornalista Carlos Nascimento. Isso na primeira fase do programa. Já na segunda fase, com a apresentação de Fernando Rodrigues, o programa sofre uma grande reformulação, ganhando novo logotipo e também passa a ser gravado nos estúdios do SBT Brasília, ganhando uma bancada. Agora a atração contava apenas com o apresentador e o entrevistado, excluindo os jornalistas que antes participavam dos debates. Fernando ficou até 25 de outubro de 2020, quando a emissora anunciou sua substituta, Roseann Kennedy, que estreou em 1.° de novembro. Com o início da terceira fase, o programa volta a ser produzido nos estúdios do SBT Brasília, já que desde março de 2020, as entrevistas eram por via remota. Nessa fase, o programa também passa a ter um jornalista convidado representando algum veículo de comunicação, ficando no estúdio junto com a apresentadora. O entrevistado ainda participa através de vias remotas.
Está disponível também no Formato de Podcast na maioria dos streaming de áudio/musica.

## Cancelamento
Em 16 de dezembro de 2018, é anunciado o fim do programa e a transferência de Débora Bergamasco para o setor de jornalismo do SBT. Um dos principais motivos se tratava da perda de patrocínio da Caixa Econômica Federal, além dos cortes de despesas da emissora. Além disso, o programa também enfrentava baixa audiência sempre oscilando nos 4 e 5 pontos muitas vezes acumulando derrotas para a RecordTV e até mesmo para a RedeTV!.

## Retorno
Em 6 de setembro de 2019, Silvio Santos determinou a volta da atração nas noites de domingo por conta de um pedido pessoal. Atualmente a faixa exibida após o seu programa está sendo ocupada pela sessão de documentários criminais O Crime Não Compensa. Também já foi apresentado um projeto de um programa de entrevistas no moldes do extinto De Frente com Gabi, apresentado pelo comentarista do Fofocalizando, Leo Dias, porém foi engavetado pelo SBT. Na sua nova fase, o apresentador mais cotado para ficar a frente do programa de entrevistas é o do criador do Poder360, Fernando Rodrigues, já que a apresentadora da primeira fase Débora Bergamasco, está no quinto mês de gravidez. A reestreia está prevista para acontecer entre os dias 22 e 29 de setembro. Em seguida foi definida a data: 06 de outubro, ás 00h00min após o Programa Silvio Santos, empurrando a faixa de séries criminais O Crime Não Compensa para ás 01h00min.
Em 7 de março de 2021, o programa passa a ser exibido ás 00h45min com a exibição da série Acusado: Culpado ou Inocente.

## Segundo cancelamento
O programa teve a sua última edição exibida em 30 de maio de 2021, tendo as suas gravações canceladas no dia 4 de junho, deixando a grade sem aviso prévio. O cancelamento foi motivado pelos baixos índices de audiência, que chegavam a apenas 2 pontos, além da falta de patrocinadores. O espaço da atração foi substituído pelas séries da faixa de documentários O Crime Não Compensa e sua equipe transferida para o setor de jornalismo do SBT.

## Entrevistados

### 1ª fase (2018)
Exibida de 6 de maio a 30 de novembro de 2018, a primeira fase do programa tinha a apresentação de Débora Bergamasco, além da participação de jornalistas convidados e de Carlos Nascimento.
| Data                                     | Entrevistado                   | Cargo                                                              |
| ---------------------------------------- | ------------------------------ | ------------------------------------------------------------------ |
| 6 de maio de 2018                        | Michel Temer                   | Presidente do Brasil                                               |
| 13 de maio de 2018                       | Paulo Hoff                     | Oncologista                                                        |
| 20 de maio de 2018                       | Richard Nunes                  | Secretário de Segurança Pública do Rio de Janeiro                  |
| 27 de maio de 2018                       | Almir Khair                    | Engenheiro e mestre em Finanças Públicas                           |
| 27 de maio de 2018                       | Romulo Dante Orrico Filho      | Engenheiro e professor da Universidade Federal do Rio de Janeiro   |
| 27 de maio de 2018                       | Edmilson Moutinho dos Santos   | Professor da USP                                                   |
| 3 de junho de 2018                       | Antônio Delfim Netto           | Economista                                                         |
| 10 de junho de 2018                      | Dyogo Henrique de Oliveira     | Presidente do BNDES                                                |
| 17 de junho de 2018                      | Décio Oddone                   | Diretor-Geral da ANP                                               |
| 24 de junho de 2018                      | Cláudia Costin                 | Professora                                                         |
| 1 de julho de 2018                       | Aloysio Nunes                  | Ministro das Relações Exteriores                                   |
| 8 de julho de 2018                       | Mauro Paulino                  | Diretor do Datafolha                                               |
| 15 de julho de 2018                      | Ives Granda Mendes Filho       | Ministro do Tribunal Superior do Trabalho                          |
| 22 de julho de 2018                      | Mauricio de Sousa              | Cartunista                                                         |
| 29 de julho de 2018                      | Gilberto Kassab                | Ministro da Ciência, Tecnologia, Inovações e Comunicações          |
| 5 de agosto de 2018                      | Gilmar Mendes                  | Ministro do Supremo Tribunal Federal                               |
| 12 de agosto de 2018                     | Reginaldo Manzotti             | Padre                                                              |
| 19 de agosto de 2018                     | Washington Olivetto            | Publicitário                                                       |
| 26 de agosto de 2018                     | Cármen Lúcia                   | Presidente do Supremo Tribunal Federal                             |
| 2 de setembro de 2018                    | Moreira Franco                 | Ministro de Minas e Energia                                        |
| 10 de setembro de 2018                   | Carlos Massa (Ratinho)         | Apresentador                                                       |
| 16 de setembro de 2018                   | Edison Brandão                 | Desembargador do Tribunal de São Paulo                             |
| 16 de setembro de 2018                   | Lenin Pires                    | Professor da Universidade Federal Fluminense                       |
| 16 de setembro de 2018                   | Renato Sérgio de Lima          | Diretor-Presidente do Fórum Brasileiro de Segurança Pública        |
| 23 de setembro de 2018                   | Mario Sergio Cortella          | Filósofo, escritor e professor                                     |
| 30 de setembro de 2018                   | Gustavo Venturi                | Professor da USP e consultor da FSB                                |
| 30 de setembro de 2018                   | Renato Meirelles               | Pesquisa Instituto Locomotiva                                      |
| 30 de setembro de 2018                   | Rogério Schmiti                | Cientista Político                                                 |
| 7 de outubro de 2018 (Especial Eleições) | Carlos Melo                    | Cientista Político e professor do Insper                           |
| 7 de outubro de 2018 (Especial Eleições) | Roberto Romano                 | Professor da Unicamp                                               |
| 14 de outubro de 2018                    | Augusto Cury                   | Escritor                                                           |
| 21 de outubro de 2018                    | Oswaldo Amaral                 | Centro de Estudos de Opinião Pública da Unicamp                    |
| 21 de outubro de 2018                    | Lara Mesquita                  | Centro de Política e Economia do Setor Público da FGV              |
| 21 de outubro de 2018                    | Cristiano Noronha              | Representante da Arko Advice                                       |
| 28 de outubro de 2018                    | Especial Eleições 2018         | TBA                                                                |
| 4 de novembro de 2018                    | Eduardo Bolsonaro              | Deputado Federal de São Paulo                                      |
| 11 de novembro de 2018                   | Cid Gomes                      | Senador eleito do Ceará                                            |
| 18 de novembro de 2018                   | Augusto Heleno Ribeiro Pereira | General e Ministro do Gabinete de Segurança Institucional          |
| 25 de novembro de 2018                   | Bruno Covas                    | Prefeito de São Paulo                                              |
| 2 de dezembro de 2018                    | Janaina Paschoal               | Advogada e Deputada Estadual eleita por São Paulo                  |
| 9 de dezembro de 2018                    | Vinicius Lummertz              | Ministro do Turismo e Secretário de Turismo do Estado de São Paulo |
| 16 de dezembro de 2018                   | Michel Temer                   | Presidente do Brasil                                               |
| 23 de dezembro de 2018                   | Amyr Klink                     | Navegador                                                          |
| 30 de dezembro de 2018                   | Melhores Momentos              | TBA                                                                |

### 2ª fase (2019-2020)
Exibida de 6 de outubro de 2019 até 25 de outubro de 2020, teve o comando de Fernando Rodrigues do Poder360. Nessa fase, já não teve mais a participação de jornalistas. A partir de 22 de março de 2020, as entrevistas passaram a ser realizadas online.
| Data                    | Entrevistado           | Cargo |
| ----------------------- | ---------------------- | --- |
| 6 de outubro de 2019    | Dias Toffoli           | Presidente do STF                                                                                              |
| 13 de outubro de 2019   | Rodrigo Maia           | Presidente da Câmara dos Deputados                                                                             |
| 20 de outubro de 2019   | Sergio Moro            | Ministro da Justiça e Segurança Pública                                                                        |
| 27 de outubro de 2019   | Augusto Aras           | Procurador Geral da República                                                                                  |
| 3 de novembro de 2019   | Davi Alcolumbre        | Presidente do Senado                                                                                           |
| 10 de novembro de 2019  | Simone Tebet           | Senadora |
| 17 de novembro de 2019  | Ricardo Salles         | Ministro do Meio Ambiente                                                                                      |
| 24 de novembro de 2019  | Alberto Balazeiro      | Procurador-Geral do Trabalho                                                                                   |
| 1 de dezembro de 2019   | Tabata Amaral          | Deputada Federal                                                                                               |
| 8 de dezembro de 2019   | Randolfe Rodrigues     | Senador |
| 15 de dezembro de 2019  | André Mendonça         | Advogado-Geral da União                                                                                        |
| 22 de dezembro de 2019  | Jair Bolsonaro         | Presidente do Brasil                                                                                           |
| 29 de dezembro de 2019  | João Otávio de Noronha | Presidente do STJ                                                                                              |
| 5 de janeiro de 2020    | Gabriel Kanner         | Presidente do Instituto Brasil 200                                                                             |
| 12 de janeiro de 2020   | Gilmar Mendes          | Ministro do STF                                                                                                |
| 19 de janeiro de 2020   | Paulo Guedes           | Ministro da Economia                                                                                           |
| 26 de janeiro de 2020   | Nelsinho Trad          | Senador |
| 2 de fevereiro de 2020  | Kakay                  | Advogado |
| 9 de fevereiro de 2020  | Fábio Wajngarten       | Chefe da Secom                                                                                                 |
| 16 de fevereiro de 2020 | João Doria             | Governador de São Paulo                                                                                        |
| 23 de fevereiro de 2020 | Marcelo Ramos          | Deputado Federal                                                                                               |
| 1 de março de 2020      | Flávio Dino            | Governador do Maranhão                                                                                         |
| 8 de março de 2020      | Damares Alves          | Ministra da Mulher, da Família e dos Direitos Humanos                                                          |
| 15 de março de 2020     | Luís Roberto Barroso   | Ministro do STF                                                                                                |
| 22 de março de 2020     | John Rodgerson         | Presidente da Azul                                                                                             |
| 29 de março de 2020     | Ernesto Araújo         | Ministro das Relações Exteriores                                                                               |
| 5 de abril de 2020      | Pedro Guimarães        | Presidente da Caixa Econômica Federal                                                                          |
| 12 de abril de 2020     | Ludhmila Hajjar        | Pesquisadora                                                                                                   |
| 19 de abril de 2020     | Roberto Campos Neto    | Presidente do Banco Central                                                                                    |
| 26 de abril de 2020     | Tereza Cristina        | Ministra da Agricultura                                                                                        |
| 3 de maio de 2020       | ACM Neto               | Prefeito de Salvador                                                                                           |
| 10 de maio de 2020      | Luiz Eduardo Ramos     | Ministro-chefe da Secretaria de Governo                                                                        |
| 17 de maio de 2020      | André Mendonça         | Ministro da Justiça e Segurança Pública                                                                        |
| 24 de maio de 2020      | Fernando Haddad        | Político |
| 31 de maio de 2020      | Dra. Márjori Dulcine   | Diretora médica da Pfizer no Brasil                                                                            |
| 7 de junho de 2020      | Eduardo Leite          | Governador do Rio Grande do Sul                                                                                |
| 14 de junho de 2020     | Dr. Sidney Klajner     | Presidente do Hospital Albert Einstein                                                                         |
| 21 de junho de 2020     | Djamila Ribeiro        | Filósofa e Escritora                                                                                           |
| 28 de junho de 2020     | Paulo Skaf             | Presidente da FIESP                                                                                            |
| 05 de julho de 2020     | Conrado Calligaris     | Psicanalista                                                                                                   |
| 12 de julho de 2020     | João Carlos Brega      | Presidente do Whirlpool Latin America                                                                          |
| 19 de julho de 2020     | Delfim Neto            | Economista e Ex-ministro da Fazenda                                                                            |
| 26 de julho de 2020     | Fábio Faria            | Ministro das Comunicações                                                                                      |
| 02 de agosto de 2020    | Miro Teixeira          | Político |
| 09 de agosto de 2020    | Octavio de Lazari      | Presidente do Banco Bradesco                                                                                   |
| 16 de agosto de 2020    | Ricardo Barros         | Político |
| 23 de agosto de 2020    | Rui Costa              | Governador da Bahia                                                                                            |
| 30 de agosto de 2020    | Antonio Filosa         | Presidente da Fiat-Chrysler                                                                                    |
| 06 de setembro de 2020  | Hamilton Mourão        | Vice-presidente do Brasil                                                                                      |
| 13 de setembro de 2020  | Gleisi Hoffmann        | Político |
| 20 de setembro de 2020  | Jair Ribeiro           | presidente da ONG Parceiros da Educação                                                                        |
| 27 de setembro de 2020  | Rogério Marinho        | Ministro do Desenvolvimento Regional                                                                           |
| 04 de outubro de 2020   | Lorival Luz            | Presidente da BRF                                                                                              |
| 11 de outubro de 2020   | Guilherme Canela       | Chefe da Área de Liberdade de Expressão da Unesco                                                              |
| 18 de outubro de 2020   | Maurício Rodrigues     | Vice-presidente de finanças da Bayer Crop Science e patrocinador do grupo de diversidade étnico-racial BayAfro |
| 25 de outubro de 2020   | Washington Olivetto    | publicitário                                                                                                   |

### 3ª fase (2020-2021)
Estreou em 1.° de novembro de 2020, sob o comando de Roseann Kennedy e volta a ter a participação de jornalistas de outros veículos, além de voltar a ser gravado nos estúdios do SBT Brasília.
| Data                    | Entrevistado                            | Cargo | Convidado                                                                      | Jornal                                                                         |
| ----------------------- | --------------------------------------- | --- | ------------------------------------------------------------------------------ | ------------------------------------------------------------------------------ |
| 1.° de novembro de 2020 | Alessandro Oliveira                     | Coordenador da força-tarefa da Operação Lava Jato                                                           | Breno Pires                                                                    | Estadão                                                                        |
| 8 de novembro de 2020   | Rubens Barbosa                          | Presidente do Instituto de Relações Internacionais e Comércio Exterior                                      | Sílvio Queiroz                                                                 | Correio Braziliense                                                            |
| 15 de novembro de 2020  | Especial eleições 2020 (primeiro turno) | Especial eleições 2020 (primeiro turno)                                                                     | Especial eleições 2020 (primeiro turno)                                        | Especial eleições 2020 (primeiro turno)                                        |
| 22 de novembro de 2020  | Tarcísio Gomes de Freitas               | Ministro da Infraestrutura                                                                                  | Dimmi Amora                                                                    | Agência Infra                                                                  |
| 29 de novembro de 2020  | Especial eleições 2020 (segundo turno)  | Especial eleições 2020 (segundo turno)                                                                      | Especial eleições 2020 (segundo turno)                                         | Especial eleições 2020 (segundo turno)                                         |
| 6 de dezembro de 2020   | João Henrique Campos                    | Prefeito eleito de Recife                                                                                   | Guilherme Waltenberg                                                           | Poder360                                                                       |
| 13 de dezembro de 2020  | Ignacio Ybáñez                          | Embaixador da União Europeia no Brasil                                                                      | Rossana Hessel                                                                 | Correio Braziliense                                                            |
| 20 de dezembro de 2020  | Dr. Roberto Kalil Filho                 | Presidente do Conselho Diretor do InCor                                                                     | Mateus Vargas                                                                  | Estadão                                                                        |
| 27 de dezembro de 2020  | José Múcio Monteiro                     | Presidente do Tribunal de Contas da União                                                                   | Edson Sardinha                                                                 | Congresso em Foco                                                              |
| 3 de janeiro de 2021    | Salim Mattar                            | Sócio e presidente da Localiza                                                                              | Paulo Silva Pinto                                                              | Poder360                                                                       |
| 10 de janeiro de 2021   | Gilson Machado                          | Ministro do Turismo                                                                                         | Tales Faria                                                                    | UOL                                                                            |
| 17 de janeiro de 2021   | Gustavo Montezano                       | Presidente do BNDES                                                                                         | Dimmi Amora                                                                    | Agência Infra                                                                  |
| 24 de janeiro de 2021   | Dimas Tadeu Covas                       | Presidente do Instituto Butantan                                                                            | Afonso Benites                                                                 | El País                                                                        |
| 31 de janeiro de 2021   | Maria Helena Guimarães de Castro        | Presidente do Conselho Nacional de Educação                                                                 | Demétrio Weber                                                                 | Educa 2000                                                                     |
| 7 de fevereiro de 2021  | Fernando Henrique Cardoso               | Ex-presidente do Brasil                                                                                     | Marcelo de Moraes                                                              | Estadão                                                                        |
| 14 de fevereiro de 2021 | Bruno Soares Reis                       | Prefeito de Salvador                                                                                        | Raphael Veleda                                                                 | Metrópoles                                                                     |
| 21 de fevereiro de 2021 | Ricardo de Aquino Salles                | Ministro do Meio Ambiente                                                                                   | Afonso Benites                                                                 | El País                                                                        |
| 28 de fevereiro de 2021 | Renato Meirelles                        | Presidente do Instituto Locomotiva                                                                          | Ricardo Chapola                                                                | SBT News                                                                       |
| 7 de março de 2021      | Cristina Junqueira                      | Cofundadora do Nubank                                                                                       | Não teve em ocasião ao Dia Internacional da Mulher                             | Não teve em ocasião ao Dia Internacional da Mulher                             |
| 14 de março de 2021     | Denise Garrett                          | Vice-presidente do Sabin Vaccine Institute                                                                  | Gabriela Camargos                                                              | SBT Brasil                                                                     |
| 21 de março de 2021     | Renata Gil                              | Presidente da Associação dos Magistrados Brasileiros                                                        | Karla Lucena                                                                   | SBT Brasil                                                                     |
| 28 de março de 2021     | Kátia Abreu                             | Senadora de Tocantins                                                                                       | Gabriela Vinhal                                                                | SBT News                                                                       |
| 4 de abril de 2021      | Leonardo Euler                          | Presidente da Anatel                                                                                        | Durante esse período, o programa não teve a presença de jornalistas convidados | Durante esse período, o programa não teve a presença de jornalistas convidados |
| 11 de abril de 2021     | Paulo Caffarelli                        | Presidente da Cielo                                                                                         | Durante esse período, o programa não teve a presença de jornalistas convidados | Durante esse período, o programa não teve a presença de jornalistas convidados |
| 18 de abril de 2021     | Teresa Vendramini                       | Presidente da Sociedade Rural Brasileira                                                                    | Durante esse período, o programa não teve a presença de jornalistas convidados | Durante esse período, o programa não teve a presença de jornalistas convidados |
| 25 de abril de 2021     | Antonio Florencio de Queiroz Júnior     | Presidente da Federação do Comércio de Bens, Serviços e Turismo do Estado do Rio de Janeiro (Fecomércio-RJ) | Durante esse período, o programa não teve a presença de jornalistas convidados | Durante esse período, o programa não teve a presença de jornalistas convidados |
| 2 de maio de 2021       | Meiruze Freitas                         | Diretora da Agência Nacional de Vigilância Sanitária (ANVISA)                                               | Gabriela Camargos                                                              | SBT Brasil                                                                     |
| 7 de maio de 2021       | Michel Temer                            | Ex-presidente do Brasil                                                                                     | Débora Bergamasco                                                              | SBT                                                                            |
| 16 de maio de 2021      | Wellington Dias                         | Governador do Piauí                                                                                         | Soane Guerreiro                                                                | SBT Brasil                                                                     |
| 23 de maio de 2021      | Eduardo Cunha                           | Ex-deputado federal                                                                                         | Débora Bergamasco                                                              | SBT                                                                            |
| 30 de maio de 2021      | Preto Zezé                              | Presidente da Central Única das Favelas                                                                     | Gabriela Vinhal                                                                | SBT News                                                                       |

## Prêmios e indicações
| Ano  | Prêmio                  | Categoria                     | Resultado |
| ---- | ----------------------- | ----------------------------- | --------- |
| 2019 | Troféu Internet de 2019 | Melhor programa de entrevista | Indicado  |